# Société générale Côte d'Ivoire
Société générale Côte d’Ivoire (SG CI) a été fondée en 1962 sous le nom de Société générale de banques en Côte d’Ivoire (SGBCI) avec la participation de l’État et de plusieurs partenaires financiers internationaux. En 2014, elle se place 22e des banques d'Afrique de l'Ouest,.

## Histoire

### Développement
En 1941, le Groupe Société générale ouvre une première succursale en Côte d'Ivoire. Le 15 juillet 1962, la banque rachète 3 guichets à la banque commerciale africaine dans le pays. Le 23 novembre 1962, la nouvelle entité Société générale de banques en Côte d'Ivoire est créée, avec l'appui de plusieurs partenaires internationaux : la Société générale, la Banca Nazionale del Lavoro, le Crédit suisse, la Bayerische Vereinsbank, et la Bankers International Corporation. 
SGBCI hébergeait le compte de Laurent Gbagbo depuis que Tiémoko Yadé Coulibaly y tenait la direction de 1975 à 1999.
En 1989, la SGBCI entre en conflit avec la société Afrique Construction et Financement (AFRICOF) appartenant à l'homme d'affaires libanais Zaher Nagib, et est condamnée en mars 1992 lui payer 2 millions de francs CFA, alors que la banque lui réclame le remboursement d'un prêt de 8 milliards de francs CFA. Ce conflit ne se résout pas et provoque en 2001 l'arrêt des opérations de la banque, après que son matériel a été saisi à la suite d'une décision de justice.
Le 7 avril 1976, la SGBCI entre en bourse (à la BRVM). En 1979, la banque dispose de 29 agences dans le pays.
En 2003, la banque réalise un bénéfice net de 4 milliards de francs CFA.
En 2005, la banque abandonne son logo historique et s'intègre dans l'identité de son groupe en adoptant le logo rouge et noir.
En février 2011, alors que le système bancaire ivoirien traverse une crise majeure post-électorale, le premier ministre N'gbo Aké décide que SGBCI, ainsi que d'autres banques, sera nationalisée. La chute du gouvernement Gbagbo quelques mois plus tard laissa cette décision sans suite.
En 2013, la banque doit faire face à une contestation salariale d'envergure et spontanée. Les services du premier ministre Daniel Kablan Duncan effectuent une médiation entre la direction de l'établissement et les salariés, salariés qui réclament une augmentation de 100 % de leurs salaires. Cette même année, les bénéfices de la banque s'écroulent, perdant 144 % par rapport à l'exercice précédent, s'élevant à seulement 20 millions d'euros. Cette baisse conséquente est le fruit des mouvements sociaux connus cette année-là qui ont mené à des augmentations de salaire, et donc à une augmentation de son coefficient d'exploitation, ainsi qu'à la baisse de moitié du budget que le groupe devait consacrer à sa filiale ivoirienne cette année-là. En octobre 2013, le français Hubert de Saint Jean est nommé directeur général, chargé de réaffirmer le leadership de la direction.
Entre fin 2018 et début 2019 la banque change son nom de SGBCI à « Société Générale Côte d’Ivoire »,.

### Modernisation
En 1972, SGBCI acquiert un IBM 360-30, ce qui lui permet de gérer ses comptes en temps réel.
En 1980, la banque déploie son réseau informatique à l'ensemble de son réseau pour interconnecter ses agences.
En 1998, SGBCI lance Vocalia Plus, un serveur vocal permettant aux usagers de la banque d'accéder aux informations générales relatives à leurs comptes, d'en consulter le solde, et de commander des relevés bancaires. Cette même année, la banque lance un partenariat avec Western Union pour offrir aux usagers la possibilité d'opérer des virements bancaires internationaux depuis 43 de ses agences.
En 2000, SGBCI devient la première banque de l'Afrique de l'Ouest à émettre des cartes Visa. Elle modernise et installe des nouveaux distributeurs de billets en Côte d'Ivoire.
En 2006, la banque lance Messalia, un service qui permet à l'usager de recevoir par SMS les informations relatives à son compte bancaire. En novembre 2006, la banque lance aussi Sogeline, un service à distance permettant la gestion de comptes par internet.
En 2008, SGBCI lance YERI, le premier centre de relations entre les clients et la banque en Côte d'Ivoire. Il fournit aux clients un service leur évitant de se déplacer en agence pour des informations et certaines opérations.

## Produits et services bancaires
La SGBCI fournit des services bancaires aux particuliers aussi bien qu'aux entreprises. Elle propose des comptes bancaires, des produits d'épargne et de crédit et moyens de paiement. Toutefois, bien que le numéro de carte de paiement est susceptible de faire l'objet de fuites, la SGBCI ne propose le paiement sur Internet qu'aux clients acceptant de prendre responsabilité de toutes transactions frauduleuses effectuées sur Internet au moyen de la carte ("En cas de transaction Internet frauduleuse, la responsabilité de la banque ne sera pas engagée et le porteur de la carte devra en assumer seul les conséquences financières").

## Identité visuelle
Le logo de SGBCI est aujourd'hui une variante de celui de la maison mère, Société générale. Le premier logo est cependant apparu avant l'ancien logo « Pasquier » rouge en forme de spirales. Unique, il persistera jusqu'en 2005. Il a alors été remplacé par le proéminent carré rouge et noir stendhalien, et reprenant la police de caractères Novarèse élargie pour marquer l'acronyme de l'établissement, mais uniquement du côté noir. En 2014, le logotype est modernisé en substituant la police pour une plus fine et arrondie sans empattement.

Logo de SGBCI de 1962 à 2005
Logo de SGBCI de 2005 à 2014
Logo de SGBCI de 2014 à 2018

## Filiales
- SogesPar : Société de gestion de parts agréée en qualité de gestion d'OPCVM.
- SogeBourse : Société anonyme avec Conseil d'administration, elle a été agréée le 15 décembre 1997, par le Conseil Régional de l’Epargne Publique et des Marchés Financiers (CREPMF) en qualité de Société de Gestion et d’Intermédiation (SGI)[15].

## Direction
Composition de la direction en 2018:
- Aymeric VILLEBRUN : directeur général
- Marc GIUGNI : directeur général adjoint, Entreprises et Marchés Financiers
- Olivier NAZARETH : directeur général adjoint chargé du réseau d’agences, de la direction financière, de la Gouvernance et vie Sociale, de l’innovation